# Portretti, Porträtt, Portrait
|  | Denne artikel er oprettet af botten PalnaBot ud fra en ekstern database. Den kan derfor have sproglige fejl eller mangler. Denne skabelon kan fjernes efter kontrol af indholdet. |

Portretti, Porträtt, Portrait er en film instrueret af Saara Cantell.

## Handling
Et ægtepar skændes hos en portrætfotograf. En tragikomisk farce om facader og de barske sandheder i et forhold.